# Arrondissement de Saint-Avold
L'arrondissement de Saint-Avold (Landkreis Sankt Avold) était un arrondissement du CdZ-Gebiet Lothringen entre 1940 et 1944.

## Contexte
La Moselle étant de nouveau annexée à l’Allemagne en juillet 1940, l'arrondissement de Saint-Avold est créé ex nihilo. Le 1er décembre 1940, l'arrondissement de Boulay fut fusionné avec l'arrondissement de Forbach pour former le "Landkreis Saint-Avold". L'arrondissement faisait partie du CdZ-Gebiet Lothringen, nouvelle division territoriale intégrée au Gau Saarpfalz, renommé Westmark en 1942. Libéré par les forces alliées fin 1944, l'arrondissement de Saint-Avold fut dissous et les deux arrondissements de Forbach et de Boulay furent rétablis par la France.

## Organisation
Le Kreisordnung est mis en application en Moselle le 1er avril 1941. Le 25 mars 1941. Les communes d'Adighofen, Weintal et Wittenhofen a. d. Nied sont rattachées à l'arrondissement de Metz-Campagne. Les communes de Behren bei Spichern, Buschbach, Dieblingen, Etzlingen, Kerbach, Metzingen, Nußweiler bei Forbach et Tentelingen sont rattachées à l'arrondissement de Sarreguemines. Les communes de Brittendorf, Karlsheim am Wald et Rollingen de l'arrondissement de Metz-Campagne et celles de Eschen bei Mörchingen et de Zewingen de l'arrondissement de Château-Salins sont rattachées à l'arrondissement de Saint-Avold. Le 1er avril 1943, la ville de Forbach et les communes d'Alstingen, Kleinrosseln et Spichern de l'arrondissement de Saint-Avold sont rattachées au Stadtkreis Saarbrücken, en Sarre.

## Administrateurs civils ( Landkommissar - Landrat)
- 1940 : Merkle[3]
- 1941 : Ludwig Schäfer
- 1941 : Lutwin Zimmer
- 1942 : Werner Heinze
- 1943 : Karl Roth